# Porządzie
Porządzie – wieś w Polsce, położona w województwie mazowieckim, w powiecie wyszkowskim, w gminie Rząśnik. Ma status sołectwa. Leży w dolinie Bugu i Narwi.

## Historia

### Zmiany administracyjne
Prywatna wieś duchowna położona była w drugiej połowie XVI wieku w powiecie kamienieckim ziemi nurskiej województwa mazowieckiego. W XV–XVIII w. wieś była częścią dóbr biskupów płockich. W II poł. XIX wieku Porządzie zostało zasiedlone przez biskupów osadnikami z Puszczy Zielonej. Po upadku I Rzeczypospolitej upaństwowione, było częścią dóbr narodowych Leszczydół.
W 1819 we wsi mieszkało 16 gospodarzy trzydniowych (odrabiali pańszczyznę w wysokości 3 dni), 5 jednodniowych, 1 czynszownika, 5 chałupników. We wsi mieszkało 120 osób, w tym 5 osób pochodzenia żydowskiego. W 1827 istniało tu 28 domów, w których mieszkało 200 osób. W 1855 we wsi było 16 gospodarzy trzydniowych oraz 5 jednodniowych, 9 chałupników i 1 czynszownik. Istniała karczma. W 1921 we wsi notowano 96 domów i 510 mieszkańców. Należała do gminy Wyszków.
W latach 1954–1972 wieś należała do gromady Rząśnik, od 1973 do gminy Rząśnik. W latach 1975–1998 miejscowość administracyjnie należała do województwa ostrołęckiego.
W strukturze kościoła rzymskokatolickiego wieś, siedziba parafii, należy do metropolii białostockiej, diecezji łomżyńskiej, dekanatu Wyszków.
| SIMC    | Nazwa             | Rodzaj      | 0519110 | Góry | kolonia |
| 0519127 | Grabnik           | osada leśna |         |      |         |
| 0519096 | Porządzie-Kolonia | część wsi   |         |      |         |
| 0519140 | Przyspa           | osada leśna |         |      |         |
| 0519104 | Stara Wieś        | część wsi   |         |      |         |

### Wydarzenia
Etymologię nazwy wsi wyprowadza się od pierwotnego układu wsi według określonego porządku albo porządnej pracy mieszkańców.
W 1783 sołectwo w Porządziu nadał Janowi i Mariannie Karłowiczom biskup płocki Michał Jerzy Poniatowski.
W 1858 wieś urządzono kolonialnie. Wieś składa się z kilku części, z czego najstarszą jest Porządzie-Stara Wieś o układzie przestrzennym owalnicy z nawsiem pośrodku. Na krawędzi skarpy znajduje się część Porządzie-Góry. Porządzie-Kolonia oraz Porządzie-Włóki mają charakter ulicówki z zabudową rozłożoną wzdłuż drogi. 
W dniach 14–15 lipca 1863 oddział dowodzony przez Jakuba Jasińskiego i Józefa Konstantego Ramotowskiego stoczył tu bitwę z wojskami carskimi.
W drugiej połowie XIX w. badania etnograficzne prowadził tu Oskar Kolberg, a w latach 50. XX w. Marian Pokropek. Wieś stanowiła ważny ośrodek tkacki w kurpiowskiej Puszczy Białej.
W okresie międzywojennym we wsi istniał Dom Ludowy, siedziba organizacji świeckich i religijnych, czasowo siedziba szkoła powszechnej. Inicjatorem powstania Domu Ludowego był ks. Jan Trzaskoma.

### Architektura
W miejscowości znajduje się kościół drewniany z I poł. XVIII w. w 1928 przeniesiony tu z Dzierżenina.
We wsi istnieje Publiczna Szkoła Podstawowa im. ks. Jana Trzaskomy. W 2018 przy szkole otwarto halę sportową.

## Galeria

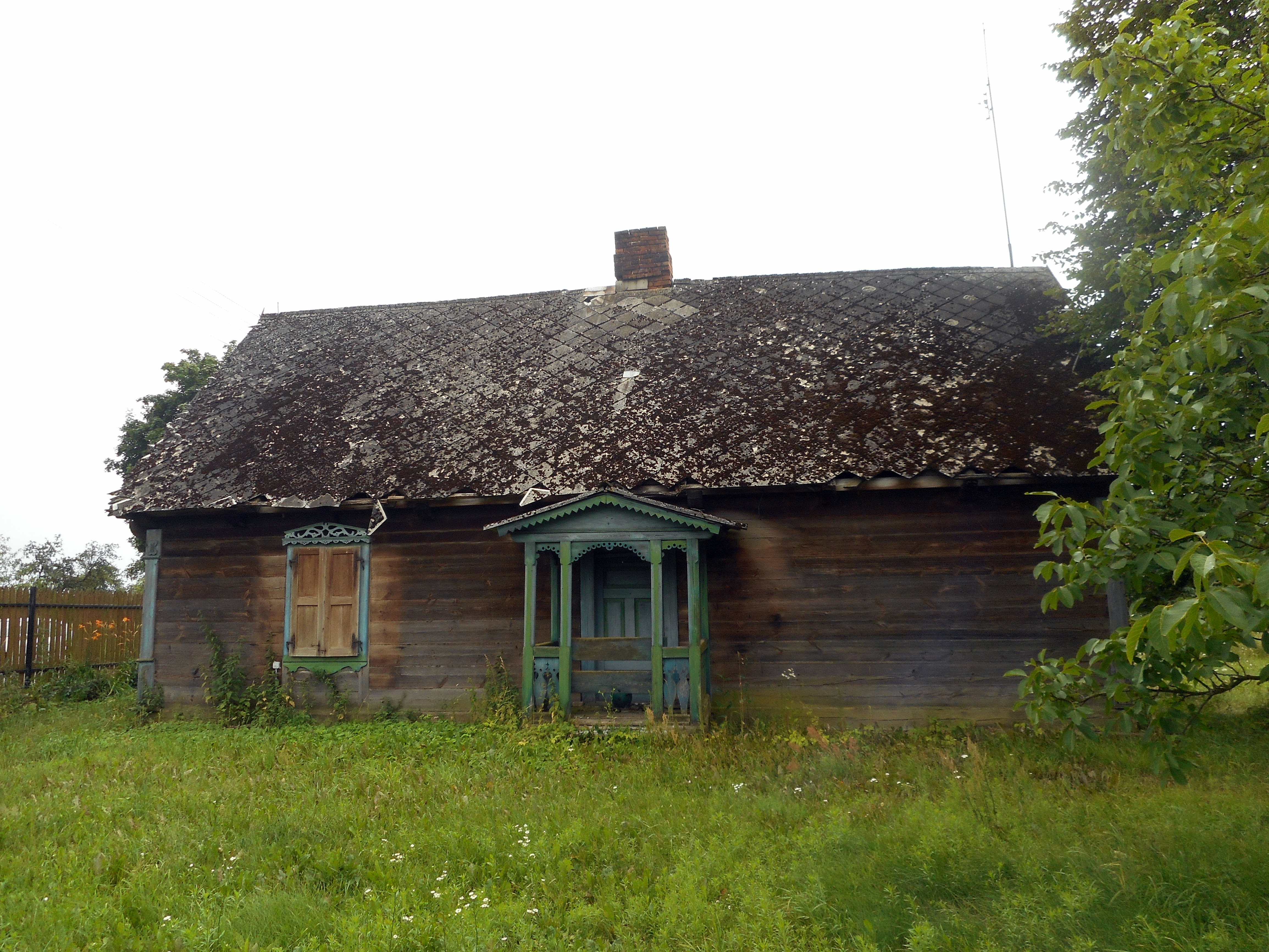
Nieistniejący dom, w którym przed pobudowaniem plebanii mieszkał proboszcz ks. Jan Trzaskoma
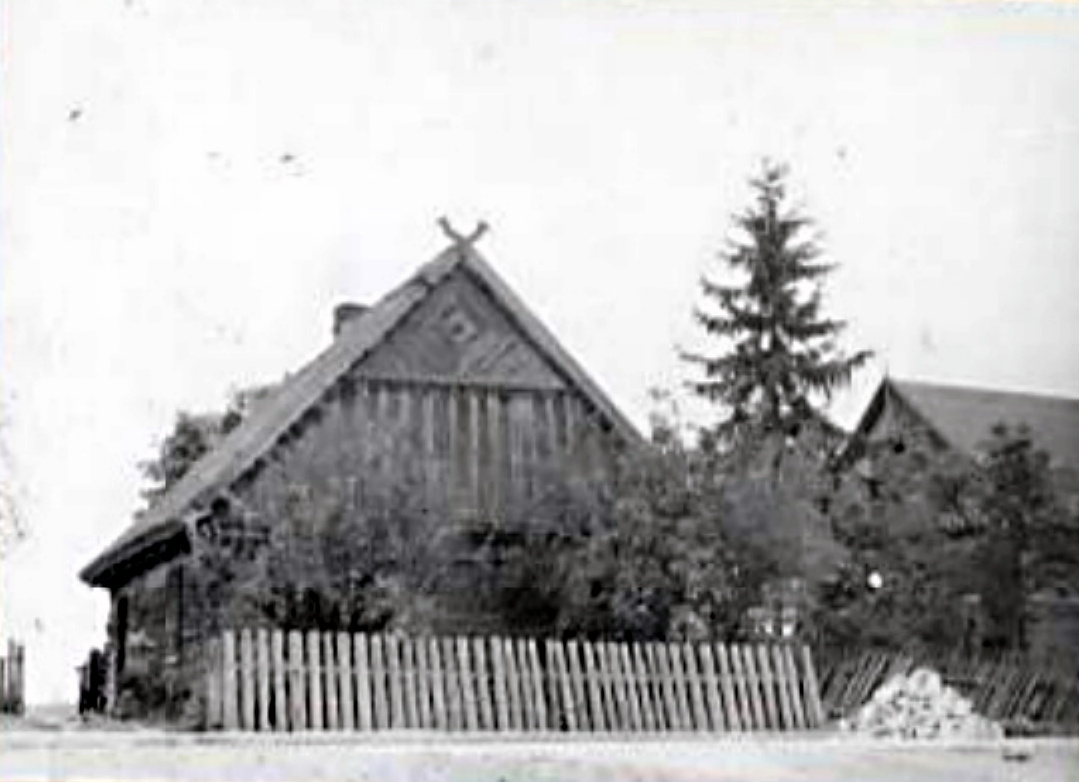
Nieistniejący dom z 1876
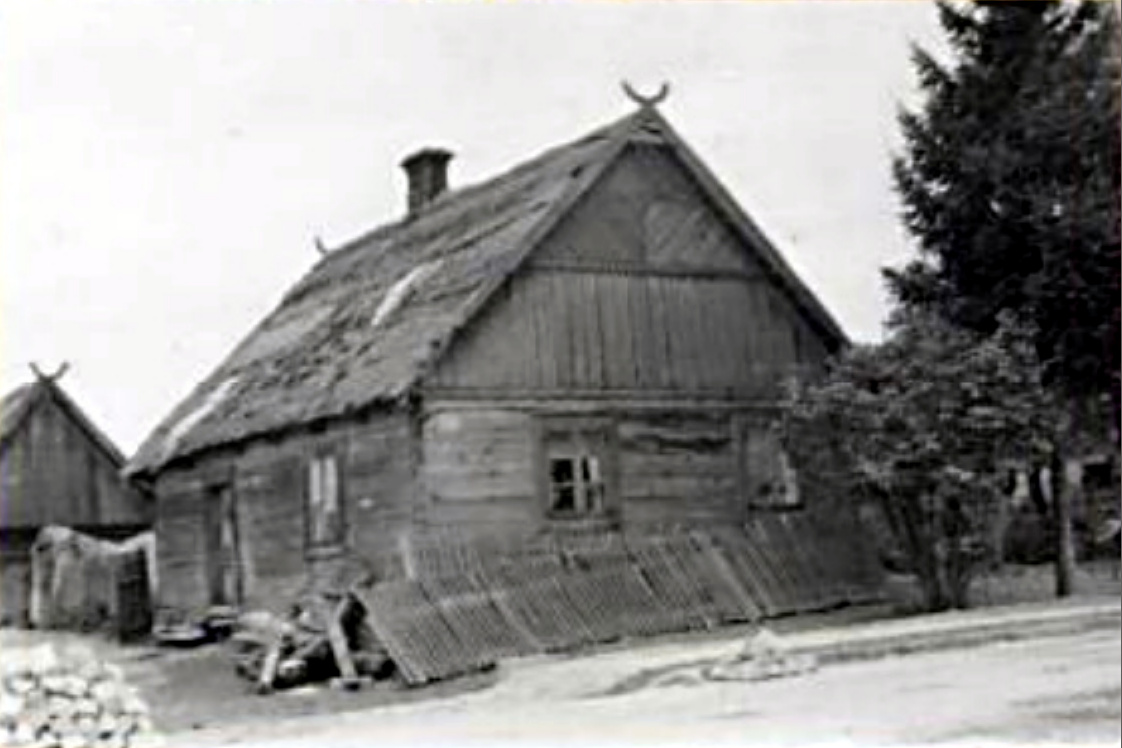
Nieistniejący dom z ok. poł. XIX wieku
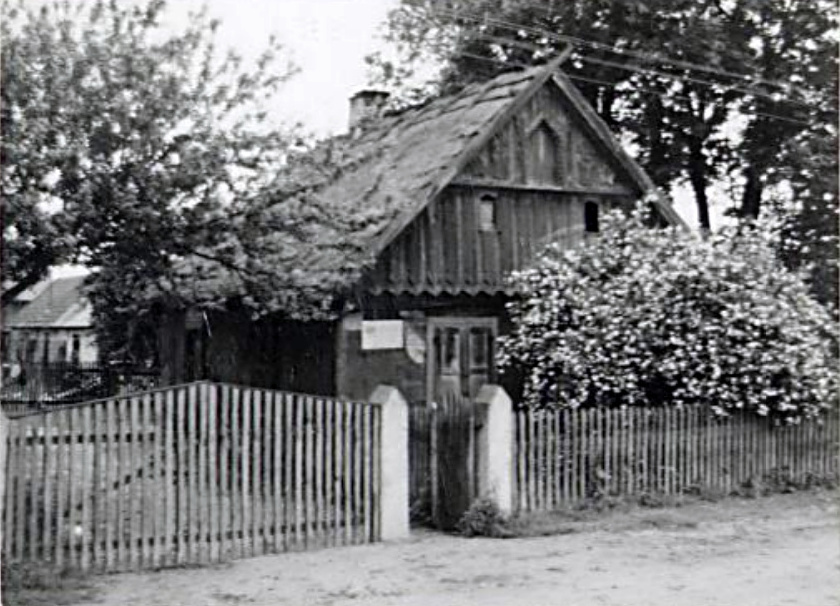
Dom z początku XX wieku
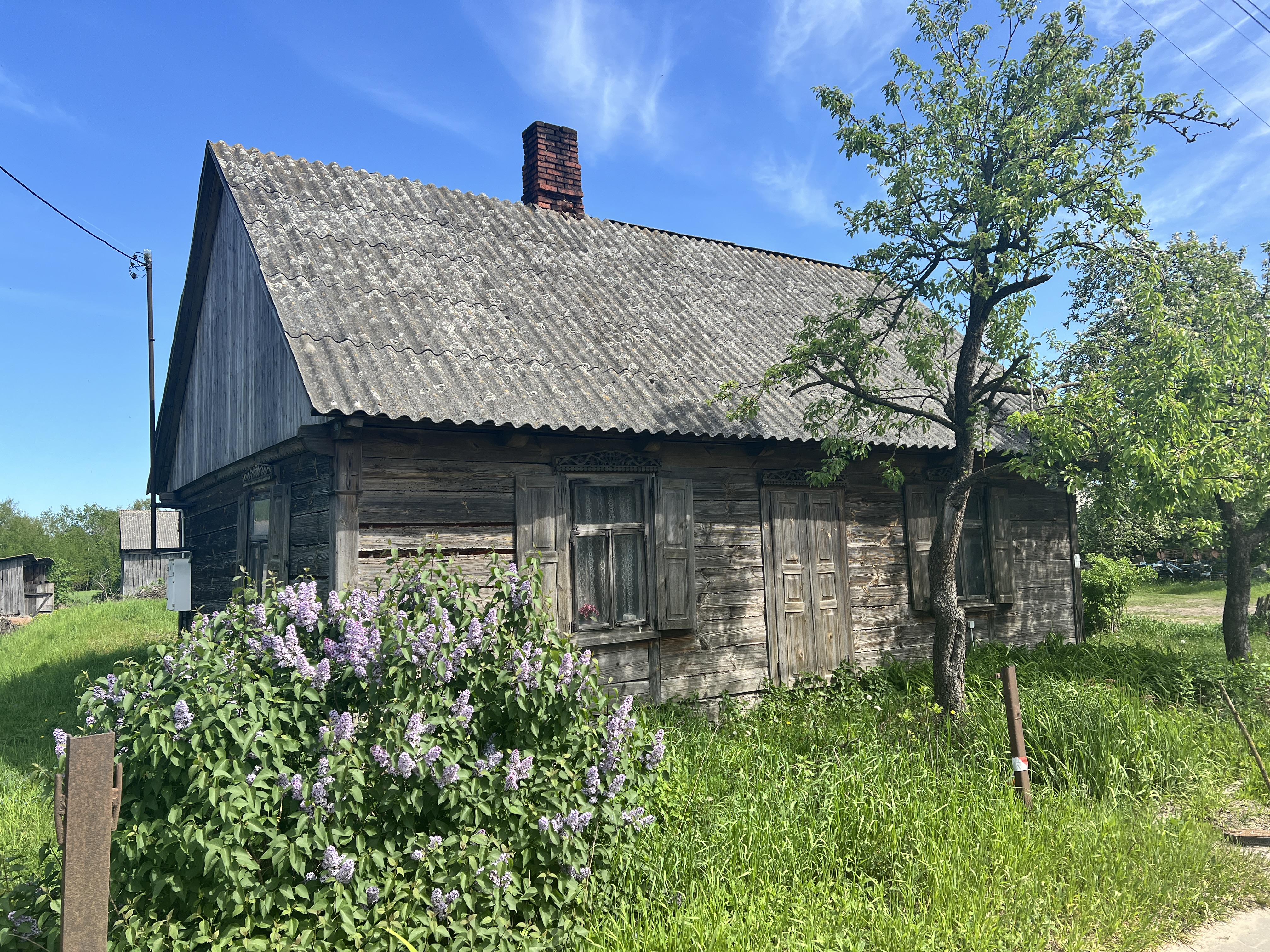
Dom na Włókach (część wsi)
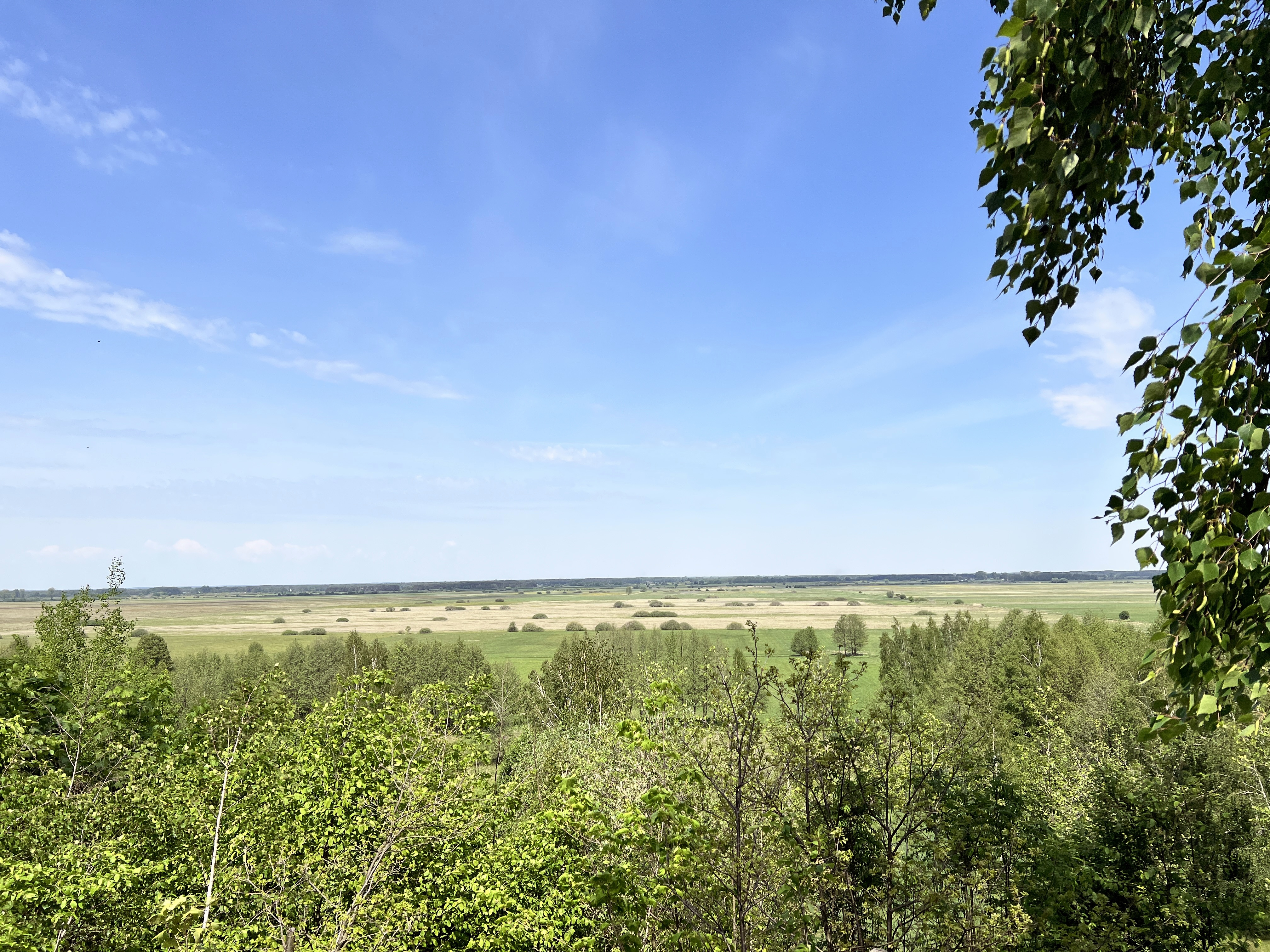
Widok z Porządzia na Pulwy
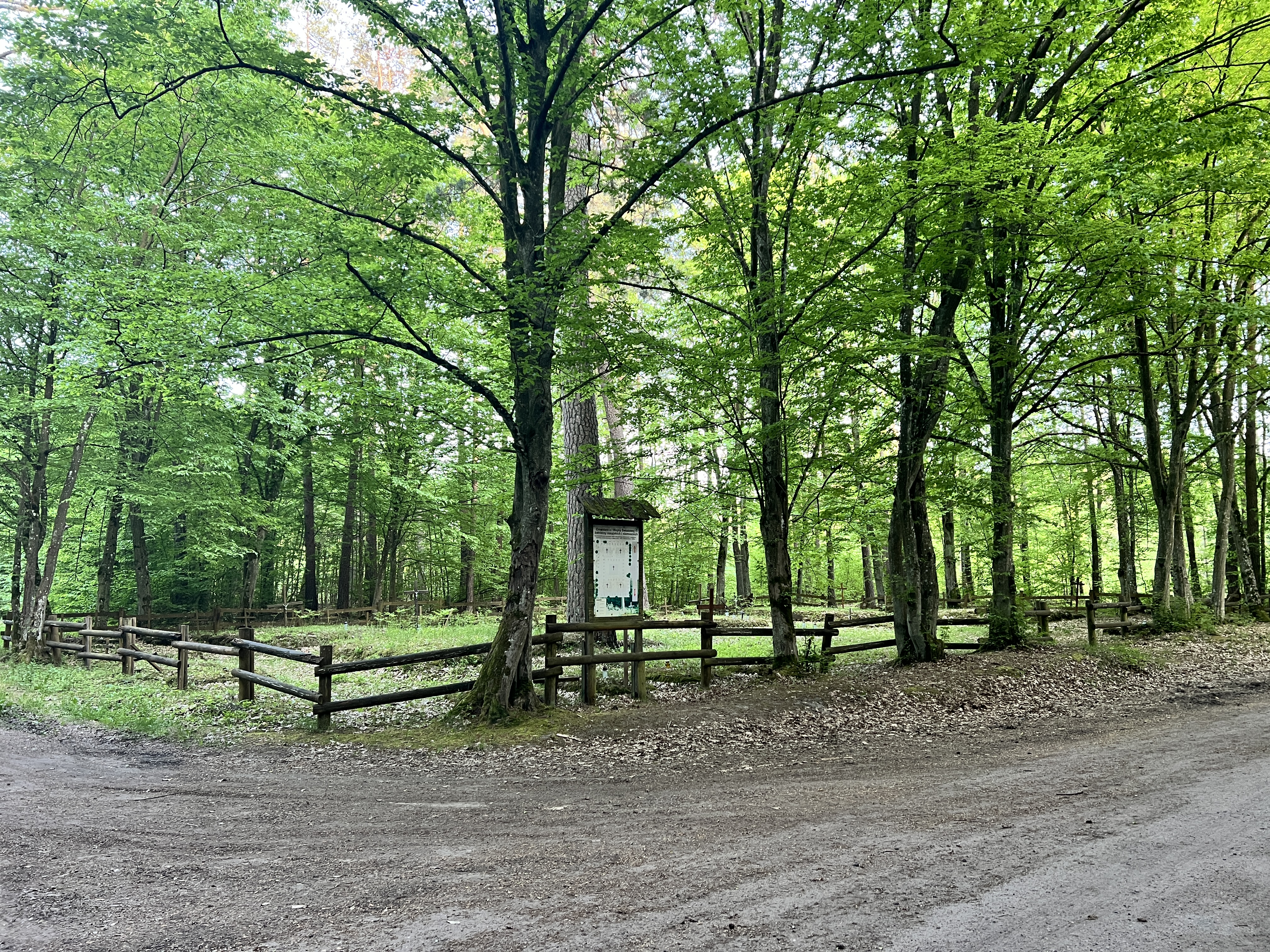
Cmentarz z okresu I wojny światowej